# Aulnois-sous-Laon
Aulnois-sous-Laon és un municipi francès situat al departament de l'Aisne i a la regió dels Alts de França. L'any 2007 tenia 1.308 habitants.

## Demografia

### Població
El 2007 la població de fet d'Aulnois-sous-Laon era de 1.308 persones. Hi havia 486 famílies de les quals 89 eren unipersonals (40 homes vivint sols i 49 dones vivint soles), 162 parelles sense fills, 182 parelles amb fills i 53 famílies monoparentals amb fills.
La població ha evolucionat segons el següent gràfic:
Habitants censats

### Habitatges
El 2007 hi havia 520 habitatges, 497 eren l'habitatge principal de la família, 1 era una segona residència i 22 estaven desocupats. 509 eren cases i 9 eren apartaments. Dels 497 habitatges principals, 363 estaven ocupats pels seus propietaris, 123 estaven llogats i ocupats pels llogaters i 11 estaven cedits a títol gratuït; 11 tenien dues cambres, 51 en tenien tres, 142 en tenien quatre i 294 en tenien cinc o més. 378 habitatges disposaven pel capbaix d'una plaça de pàrquing. A 226 habitatges hi havia un automòbil i a 242 n'hi havia dos o més.

### Piràmide de població
La piràmide de població per edats i sexe el 2009 era:
| Homes | Edats   | Dones |
| ----- | ------- | ----- |
| 0     | 95 o +  | 0     |
| 0     | 90 a 94 | 0     |
| 0     | 85 a 89 | 0     |
| 12    | 80 a 84 | 8     |
| 8     | 75 a 79 | 12    |
| 24    | 70 a 74 | 0     |
| 28    | 65 a 69 | 24    |
| 28    | 60 a 64 | 44    |
| 40    | 55 a 59 | 20    |
| 24    | 50 a 54 | 44    |
| 68    | 45 a 49 | 48    |
| 56    | 40 a 44 | 56    |
| 36    | 35 a 39 | 44    |
| 44    | 30 a 34 | 36    |
| 32    | 25 a 29 | 44    |
| 36    | 20 a 24 | 56    |
| 44    | 15 a 19 | 64    |
| 52    | 10 a 14 | 36    |
| 68    | 5 a 9   | 28    |
| 44    | 0 a 4   | 36    |

## Economia
El 2007 la població en edat de treballar era de 847 persones, 588 eren actives i 259 eren inactives. De les 588 persones actives 527 estaven ocupades (283 homes i 244 dones) i 61 estaven aturades (26 homes i 35 dones). De les 259 persones inactives 102 estaven jubilades, 71 estaven estudiant i 86 estaven classificades com a «altres inactius».

### Ingressos
El 2009 a Aulnois-sous-Laon hi havia 492 unitats fiscals que integraven 1.314 persones, la mediana anual d'ingressos fiscals per persona era de 17.454 €.

### Activitats econòmiques
Dels 26 establiments que hi havia el 2007, 2 eren d'empreses alimentàries, 4 d'empreses de fabricació d'altres productes industrials, 9 d'empreses de construcció, 2 d'empreses de comerç i reparació d'automòbils, 2 d'empreses de transport, 1 d'una empresa d'hostatgeria i restauració, 1 d'una empresa financera, 1 d'una empresa de serveis, 3 d'entitats de l'administració pública i 1 d'una empresa classificada com a «altres activitats de serveis».
Dels 10 establiments de servei als particulars que hi havia el 2009, 1 era una oficina de correu, 1 taller de reparació d'automòbils i de material agrícola, 3 paletes, 4 guixaires pintors i 1 lampisteria.
L'únic establiment comercial que hi havia el 2009 era una fleca.
L'any 2000 a Aulnois-sous-Laon hi havia 4 explotacions agrícoles que ocupaven un total de 912 hectàrees.

## Equipaments sanitaris i escolars
El 2009 hi havia 1 farmàcia i 1 ambulància.
El 2009 hi havia 1 escola maternal i 1 escola elemental.

## Poblacions més properes
El següent diagrama mostra les poblacions més properes.